# Polyblastia fuscoargillacea
Polyblastia fuscoargillacea är en lavart som beskrevs av Martino Anzi. Polyblastia fuscoargillacea ingår i släktet Polyblastia, och familjen Verrucariaceae. Enligt den finländska rödlistan är arten nära hotad i Finland. Arten är reproducerande i Sverige. Artens livsmiljö är kalkstensklippor och kalkbrott, inklusive bar kalkjord.